# Folket i Bilds folkbokserie
Folket i Bilds folkbokserie var en bokserie utgiven av Folket i Bilds förlag. 
Veckotidningen Folket i Bild grundades 1933 som ett alternativ till övrig veckopress under mottot: för arbetets ära, bildning och förströelse, mot dålig smak, fjäsk och divakult. Man vände sig till en mindre läsvan publik med väl illustrerade noveller och följetonger av framför allt svenska populära författare. 
Främst genom arbetsplatsombud började man omkring årsskiftet 1940–1941 även att sälja billighetsböcker utgivna på eget förlag, först under namnet enkronasböcker, men då priset höjdes 1941 som FiB:s folkböcker. Även namnet presentböcker användes. Fram till 1960 utkom 187 numrerade volymer, som kunde köpas häftade, inbundna eller i halvfranskt band. De senare resattes dock 1955 av så kallade presentband. 
Av de ledande arbetarförfattarna utkom många titlar exempelvis av Moa Martinson och Jan Fridegård i stora upplagor, som närmade sig hundratusen exemplar. Även viktiga verk av bland andra Eyvind Johnson och Ivar Lo-Johansson utkom här i stora upplagor. Andra storsäljande författare var vildmarksskildrarna Albert Viksten och Bernhard Nordh. Vanligen rörde det sig om tidigare utgivna böcker, men även tjugo originalverk gavs ut. Tjugonio titlar var översättningar och övriga svenska original. 
Försäljningsframgången berodde främst på spridningen genom ombud och försäljningsknep som boklotterier, men även på enkelt utförande, låga priser, få illustrationer, standardformat och intensiv marknadsföring i tidningen. I slutet av 1940-talet konkurrerade flera andra förlag med egna billigserier: Bonniers folkbibliotek, Lindqvists förlag, Tidens bokklubb och Vingförlaget, det senare en samverkan mellan KF:s bokförlag, LTs förlag och Norstedts. 
Folkbokserien fortlevde fram till 1960 då konkurrensen hade hårdnat genom så kallade kioskdeckare som såldes av Pressbyrån och att TV-åldern bröt in.
Förlaget hade även en separat utgivning av billiga lyrikböcker genom FIB:s Lyrikklubb.

## Förteckning över utgivningen (sorterbar)
| Nr  | Författare (utgivningsår). Titel. Libris-nr                                                                              | Originalupplaga år     | Upplaga antal | Anmärkningar                                                               |
| --- | --- | ---------------------- | ------------- | -------------------------------------------------------------------------- |
| 1   | Viksten, Albert (1940). Stor-Nils : roman. Libris 1381610                                                                | 1923                   | 100 000       |                                                                            |
| 2   | Holmström, Ragnar (1940). På däck och durk : roman. Libris 1371794                                                       | 1927                   | 60 000        |                                                                            |
| 3   | Hedenvind-Eriksson, Gustav (1941). Ur en fallen skog : roman. Libris 1399865                                             | 1910                   |               |                                                                            |
| 4   | Nordh, Bernhard (1941). Fjällfolk : roman. Libris 1412188                                                                | 1938                   | 80 000        |                                                                            |
| 5   | Ström, Fredrik (1941). Folket i Simlångsdalen : Sig Folkesons historia : roman. Libris 1458903                           | 1903                   | 60 000        |                                                                            |
| 6   | Lo-Johansson, Ivar (1941). Statarliv. Libris 1401875                                                                     | 1936-1937              | 60 000        | Urval ur Statarna 1-2                                                      |
| 7   | Holmström, Ragnar (1941). Karl Gustav Svensson erövrar staden : stockholmsroman. Libris 1400962                          | 1930                   |               | Föregående upplaga med titeln: Den lycklige mannen                         |
| 8   | Kjellgren, Josef (1941). Pank och fågelfri : på luffen genom 8 länder.... Libris 1417586                                 | 1930                   | 55 000        | Föregående upplaga med titeln: På snålskjuts genom Europa                  |
| 9   | Viksten, Albert (1941). Byfolket : roman. Libris 1423067                                                                 | 1925                   | 65 000        |                                                                            |
| 10  | Casparsson, Ragnar (1941). Adelberga bruk : roman. Libris 1390493                                                        | 1923                   |               |                                                                            |
| 11  | Fridegård, Jan (1942). Trägudars land. Libris 9343285                                                                    | 1940                   | 90 000        |                                                                            |
| 12  | Nilsson, Nils (1942). Kärleken till livet : roman. Libris 1411962                                                        | Svensk originalupplaga |               | Dansk originaltitel: Minebyen (1935)                                       |
| 13  | Gunnarson, Karl (1942). Som emigrant i Kanada. Libris 8220513                                                            | 1930                   |               |                                                                            |
| 14  | Hertzman-Ericson, Gurli (1942). Av jord är du kommen ... : roman. Libris 1400373                                         | 1935                   |               |                                                                            |
| 15  | Göth, Johan Alfred (1942). Mojökarna : folklivsskildring. Libris 1398876                                                 | 1927                   |               |                                                                            |
| 16  | Beijer, Harald (1942). Dynamit. Libris 1388540                                                                           | 1938                   |               |                                                                            |
| 17  | Nordh, Bernhard (1942). I Marsfjällets skugga : roman. Libris 2054069                                                    | 1937                   | 150 000       |                                                                            |
| 18  | Lo-Johansson, Ivar (1942). Jordproletärerna : berättelser. Libris 1527030                                                | 1941                   | 40 000        |                                                                            |
| 19  | Stiernstedt, Marika (1942). Alma Wittfogels rykte : roman. Libris 1458509                                                | 1913                   | 50 000        |                                                                            |
| 20  | Lind, Albin (1943). Skogen brinner : roman. Libris 1410741                                                               | Originalupplaga        |               |                                                                            |
| 21  | Gunnarson, Karl (1943). Kamratliv och äventyr på Kanadas prärier. Libris 8220506                                         | 1931                   | 65 000        |                                                                            |
| 22  | Hedberg, Olle (1943). Fria på narri : roman. Libris 1399790                                                              | 1933                   |               |                                                                            |
| 23  | Nilsson-Tannér, Per (1943). Inger Grannes : roman från Baltzarfejden i Härjedalen. Libris 1412025                        | 1939                   | 55 000        |                                                                            |
| 24  | Martinson, Moa (1943). Sallys söner : roman. Libris 1418996                                                              | 1934                   |               |                                                                            |
| 25  | Don Mauricio (1943). I vildmarkens våld. Libris 1395368                                                                  | 1934                   |               | Föregående upplaga med titeln: En lundensare i Chaco                       |
| 26  | Holmström, Ragnar (1943). Benjamin: roman. Libris 1400955                                                                | 1932                   | 50 000        |                                                                            |
| 27  | Björklund, Ingeborg (1944). En kvinna på väg : roman i tre delar. Libris 1389453                                         | 1926                   | 80 000        |                                                                            |
| 28  | Hedenvind-Eriksson, Gustav (1944). Skörden mognar. Libris 1399862                                                        | 1937                   | 50 000        | Föregående upplaga med titeln: En bondes dagbok                            |
| 29  | Viksten, Albert (1944). Pirater och pälsjägare. Libris 1423075                                                           | 1927                   | 60 000        |                                                                            |
| 30  | Richert, Ebba (1944). Brödernas kvinna. Libris 8219807                                                                   | 1939                   | 60 000        |                                                                            |
| 31  | Lo-Johansson, Ivar (1944). Måna är död : roman. Libris 1401873                                                           | 1932                   | 60 000        |                                                                            |
| 32  | Ström, Fredrik (1944). Marit Vankelmods öde : en andra, fristående del av Folket i Simlångsdalen. Libris 380208          | 1925                   | 60 000        |                                                                            |
| 33  | Nordh, Bernhard (1944). Flickan från fjällbyn. Libris 1412189                                                            | 1938                   |               |                                                                            |
| 34  | Sandberg, Torsten (1944). En ö i väster : roman. Libris 1414050                                                          | 1939                   |               |                                                                            |
| 35  | Suber, Margareta (1944). Manja : roman. Libris 3099289                                                                   | 1939                   | 70 000        | Föregående upplaga med titeln: Du står mig emot                            |
| 36  | Johnson, Eyvind (1944). Timans. Libris 1409207                                                                           | 1925                   | 50 000        | Föregående upplaga med titeln: Timans och rättfärdigheten                  |
| 37  | Macfie, Harry (1945). Norrskenets män : en berättelse om den canadensiska vildmarkens polis. Libris 1418575              | 1938                   | 100 000       |                                                                            |
| 38  | Grundström, Helmer (1945). Rosalie : roman. Libris 1462505                                                               | 1944                   |               |                                                                            |
| 39  | Kähr, Astrid (1945). Calmare nyckel : roman. Libris 1418307                                                              | 1937                   | 75 000        |                                                                            |
| 40  | Fridegård, Jan (1945). En natt i juli. Libris 722904                                                                     | 1933                   | 85 000        | Utvidgad upplaga                                                           |
| 41  | Kristiansen, Kristian (1945). Fredlös : roman. Libris 2751500                                                            | 1941                   |               | Norsk originaltitel: Vi bærer et bilde (1939)                              |
| 42  | Richert, Ebba (1945). Ta hand om Ulla! : ett ungt äktenskaps historia. Libris 8219815                                    | 1941                   | 80 000        | Något reviderad upplaga                                                    |
| 43  | Martinson, Moa (1945). Drottning Grågyllen. Libris 1418986                                                               | 1937                   | 65 000        |                                                                            |
| 44  | Värnlund, Rudolf (1946). Upproret : roman. Libris 1456715                                                                | 1927                   | 60 000        |                                                                            |
| 45  | Falkberget, Johan (1946). Eli Sjursdotter : roman. Libris 1397006                                                        | 1914                   | 103 000       | Norsk originaltitel: Eli Sjursdotter (1913)                                |
| 46  | Johansson, Johan-Olov (1946). Brofors järnarbetarfackförening. Libris 1409105                                            | 1927                   | 80 000        |                                                                            |
| 47  | Matthis, Henry Peter (1946). Den stora dagen : roman. Libris 1419080                                                     | 1930                   | 60 000        | Föregående upplaga med titeln: Nådens dag                                  |
| 48  | Sandgren, Gustav (1946). Livet är rikt: roman. Libris 28187                                                              | 1932                   |               |                                                                            |
| 49  | Nordh, Bernhard (1946). Nybyggare vid Bäversjön. Libris 8219759                                                          | 1942                   | 90 000        |                                                                            |
| 50  | Rud, Nils Johan (1946). Vi ska ha ett barn. Libris 1413487                                                               | 1933                   | 70 000        | Norsk originaltitel: Vi skal ha et barn (1933)                             |
| 51  | Martinson, Moa (1946). Kungens rosor. Libris 2900617                                                                     | 1939                   | 96 500        |                                                                            |
| 52  | Höijer, Björn-Erik (1947). Bergfinken. Libris 1408291                                                                    | 1944                   | 60 000        |                                                                            |
| 53  | Forssberger, Annalisa (1947). Högt över oss är hyttan. Libris 1397740                                                    | 1939                   | 50 000        |                                                                            |
| 54  | Linnankoski, Johannes (1947). Sången om den eldröda blomman. Libris 1401566                                              | 1906                   | 100 000       | Finsk originaltitel: Laulu tulipunaisesta kukasta (1905)                   |
| 55  | Fridegård, Jan (1947). Gryningsfolket. Libris 2039143                                                                    | 1944                   |               |                                                                            |
| 56  | Hergin, Hans (1947). Henne fick jag aldrig möta. Libris 1400312                                                          | 1940                   | 70 000        |                                                                            |
| 57  | Eriks, Gustaf Rune (1947). Det blir bättre i vår : roman. Libris 1233750                                                 | 1943                   | 60 000        |                                                                            |
| 58  | Hedberg, Olle (1947). Iris och löjtnantshjärta. Libris 1399791                                                           | 1934                   | 100 000       |                                                                            |
| 59  | Hornborg, Harald (1947). Ödemarksprästen. Libris 1401082                                                                 | 1938                   | 70 000        |                                                                            |
| 60  | Asklund, Erik (1947). Ogifta. Libris 935662                                                                              | 1929, 1931             | 60 000        | Något reviderad utgåva av: Bara en början ; Ogifta                         |
| 61  | Fridell, Folke (1947). Död mans hand. Libris 1809687                                                                     | 1946                   | 90 000        |                                                                            |
| 62  | Rundquist, Per Erik (1948). Två rum på Gärdet. Libris 1413535                                                            | 1942                   |               |                                                                            |
| 63  | Fridegård, Jan (1949). Offer. Libris 1398061                                                                             | 1937                   | 120 000       |                                                                            |
| 64  | Nordh, Bernhard (1948). Starkare än lagen. Libris 8219764                                                                | 1943                   |               |                                                                            |
| 65  | Rongen, Bjørn (1948). Nätternas natt. Libris 1413312                                                                     | Svensk originalupplaga |               | Norsk originaltitel: Netternes natt (1940)                                 |
| 66  | Kjellgren, Josef (1948). Guldkedjan. Libris 40928                                                                        | 1940                   | 80 000        | Även ett kapitel ur Smaragden                                              |
| 67  | Sandemose, Aksel (1949). Nybyggare i Alberta. Libris 1414069                                                             | 1948                   |               | Norsk originaltitel: Ross Dane (1928)                                      |
| 68  | Holmsen, Sverre (1948). Vit vilde. Libris 1400932                                                                        | 1940                   | 100 000       |                                                                            |
| 69  | Botwid, Hans (1948). Hotet mot vår kärlek. Libris 1393719                                                                | 1936                   | 80 000        |                                                                            |
| 70  | Stiernstedt, Marika (1949). Indiansommar 39 : roman. Libris 1458518                                                      | 1944                   |               |                                                                            |
| 71  | Bohr, Torsten (1948). Mot vår vilja. Libris 1389827                                                                      | 1946                   |               |                                                                            |
| 72  | Lundqvist, Eric (1949). Dajak. Libris 1402204                                                                            | 1938                   | 100 000       |                                                                            |
| 73  | Hergin, Hans (1949). När natten är slut. Libris 1400314                                                                  | 1943                   | 95 000        |                                                                            |
| 74  | Ditlevsen, Tove (1949). Man har gjort ett barn illa. Libris 1165245                                                      | 1942                   | 90 000        | Dansk originaltitel: Man gjorde et barn fortræd (1941)                     |
| 75  | Eriksson, Allan (1949). Grönska, min gränd! : roman. Libris 1396430                                                      | 1942                   | 85 000        |                                                                            |
| 76  | Viksten, Albert (1950). Timmer : roman. Libris 1423081                                                                   | 1929                   | 115 000       |                                                                            |
| 77  | Martinson, Moa (1949). Kyrkbröllop : skildring. Libris 1418991                                                           | 1938                   | 100 000       |                                                                            |
| 78  | Fridegård, Jan (1949). Lars Hård. Libris 1536733                                                                         | 1935-1936              | 100 000       | Innehåll: Jag Lars Hård ; Tack för himlastegen ; Barmhärtighet             |
| 79  | Sandgren, Gustav (1949). Dans till gryningen. Libris 3027761                                                             | 1937                   | 80 000        |                                                                            |
| 80  | Johnson, Eyvind (1950). Minnas. Libris 1409198                                                                           | 1928                   | 75 000        |                                                                            |
| 81  | Falkberget, Johan (1950). Bör Börson. Libris 1397003                                                                     | Svensk originalupplaga | 100 000       | Norsk originaltitel: Bør Børson jr. (1920)                                 |
| 82  | Lo-Johansson, Ivar (1950). Vagabondliv i Frankrike. Libris 1401880                                                       | 1927                   | 85 000        |                                                                            |
| 83  | Brenner, Arvid (1950). Rum för ensam dam. Libris 1394030                                                                 | 1941                   | 80 000        |                                                                            |
| 84  | Hedenvind-Eriksson, Gustav (1950). Med rallarkärra mot dikten : drömmar och dagsverken. Libris 386004                    | 1944                   | 75 000        |                                                                            |
| 85  | Moberg, Vilhelm (1950). Mans kvinna : roman från Värend på 1790-talet. Libris 1443904                                    | 1934                   | 135 000       |                                                                            |
| 86  | Rosendahl, Sven (1950). Svedjefinnar : roman. Libris 1413406                                                             | 1946                   | 85 000        | Föregående upplaga med titeln: Elden och skärorna                          |
| 87  | Beijer, Harald (1950). Mordbrand : roman. Libris 1388544                                                                 | 1946                   | 85 000        |                                                                            |
| 88  | Fridell, Folke (1951). Syndfull skapelse. Libris 1494803                                                                 | 1948                   | 75 000        |                                                                            |
| 89  | Englund, Carl-Emil (1951). Minnet sliter i spindelväv. Libris 1494006                                                    | 1946                   | 65 000        |                                                                            |
| 90  | Omre, Arthur (1951). Smugglare. Libris 1445322                                                                           | 1936                   | 90 000        | Norsk originaltitel: Smuglere (1935)                                       |
| 91  | Moberg, Vilhelm (1951). Raskens : en soldatfamiljs historia. Libris 1443906                                              | 1927                   | 110 000       |                                                                            |
| 92  | Holmsen, Sverre (1951). Äventyr i Söderhavet. Libris 1453228                                                             | 1939                   | 75 000        | Föregående upplaga med titeln: Ön bortom synranden                         |
| 93  | Ahlin, Lars (1951). Jungfrun i det gröna. Libris 1433568                                                                 | 1947                   | 70 000        |                                                                            |
| 94  | Fridegård, Jan (1951). Offerrök. Libris 2791278                                                                          | 1949                   | 100 000       |                                                                            |
| 95  | Moberg, Vilhelm (1952). Sänkt sedebetyg. Libris 1443908                                                                  | 1935                   | 100 000       |                                                                            |
| 96  | Bojer, Johan (1952). Den siste vikingen. Libris 1435114                                                                  | 1940                   | 85 000        | Norsk originaltitel: Den siste viking (1921)                               |
| 97  | Rörling, Arnold (1952). Rallare i by : roman. Libris 1446734                                                             | 1941                   | 70 000        |                                                                            |
| 98  | Husáhr, Owe (1952). Mistluren. Libris 1453372                                                                            | 1949                   | 70 000        |                                                                            |
| 99  | Lundqvist, Eric (1952). Sawah : berättelse från Java. Libris 1442647                                                     | 1947                   | 103 000       |                                                                            |
| 100 | Martinson, Moa (1952). Livets fest. Libris 1443177                                                                       | 1949                   | 125 000       |                                                                            |
| 101 | Rud, Nils Johan (1952). Man stjäl vår kärlek. Libris 1446554                                                             | Svensk originalupplaga | 80 000        | Norsk originaltitel: Så stjeler vi et fattighus (1934)                     |
| 102 | Lundkvist, Artur (1952). Floderna flyter mot havet. Libris 441737                                                        | 1934                   | 77 000        |                                                                            |
| 103 | Viksten, Albert (1952). Den vita vidden : roman. Libris 1468453                                                          | 1931                   | 100 000       |                                                                            |
| 104 | Moberg, Vilhelm (1952). Långt från landsvägen : roman. Libris 445780                                                     | 1929                   | 100 000       |                                                                            |
| 105 | Brendel, Katarina (1953). Atomskymning : roman. Libris 1435423                                                           | Originalupplaga        | 85 000        |                                                                            |
| 106 | Åberg, John (1953). Jäkt : roman. Libris 1468904                                                                         | Originalupplaga        | 75 000        |                                                                            |
| 107 | Peterson, Hans (1953). Flickan och sommaren : roman. Libris 1445598                                                      | 1950                   | 70 000        |                                                                            |
| 108 | Fridegård, Jan (1953). Äran och hjältarna. Libris 1494798                                                                | 1938                   | 100 000       |                                                                            |
| 109 | Salje, Sven Edvin (1953). På dessa skuldror. Libris 1446862                                                              | 1942                   | 90 000        |                                                                            |
| 110 | Fogelström, Per Anders (1953). Medan staden sover. Libris 1494558                                                        | Originalupplaga        | 80 000        |                                                                            |
| 111 | Ohlsson, Arne (1953). Kall himmel : roman. Libris 1445174                                                                | Originalupplaga        | 75 000        |                                                                            |
| 112 | Lundqvist, Eric (1953). Djungeltagen. Libris 1442643                                                                     | 1949                   | 125 000       |                                                                            |
| 113 | Browallius, Irja (1953). Elida från gårdar. Libris 1435498                                                               | 1938                   | 90 000        |                                                                            |
| 114 | Fridell, Folke (1954). Tack för mig - grottekvarn. Libris 498380                                                         | 1945                   | 80 000        |                                                                            |
| 115 | Eriksson, Allan (1954). Farväl till paradiset : roman från denna vår glada tid. Libris 1494105                           | Originalupplaga        | 75 000        |                                                                            |
| 116 | Sjögren, Peder (1954). Kärlekens bröd. Libris 1447493                                                                    | 1945                   | 70 000        |                                                                            |
| 117 | Viksten, Albert (1954). Blå gryning. Libris 1468446                                                                      | 1950                   | 100 000       |                                                                            |
| 118 | Lo-Johansson, Ivar (1954). Bara en mor. Libris 499542                                                                    | 1939                   | 90 000        |                                                                            |
| 119 | Edqvist, Dagmar (1954). Rymlingen fast. Libris 1493684                                                                   | 1933                   | 80 000        |                                                                            |
| 120 | Prøysen, Alf (1954). Trastsommar: roman. Libris 1445961                                                                  | Svensk originalupplaga | 75 000        | Norsk originaltitel: Trost i taklampa (1950)                               |
| 121 | Ahlin, Lars (1954). Tåbb med manifestet : historien om hur Tåbbs livsstil växte fram. Libris 1433569                     | 1943                   | 65 000        |                                                                            |
| 122 | Martinson, Moa (1954). Kvinnor och äppelträd. Libris 1443175                                                             | 1943                   | 100 000       |                                                                            |
| 123 | Olsson, Albert (1954). Goda gudar. Libris 1445243                                                                        | 1941                   | 85 000        |                                                                            |
| 124 | Länsberg, Olle (1954). Restaurant Intim. Libris 1442814                                                                  | 1945                   | 80 000        |                                                                            |
| 125 | Husáhr, Owe (1954). Nattens väv. Libris 2714165                                                                          | 1953                   | 70 000        |                                                                            |
| 126 | Fogelström, Per Anders (1955). Möten i skymningen : roman. Libris 568931                                                 | 1952                   | 65 000        |                                                                            |
| 127 | Browallius, Irja (1955). Synden på Skruke : roman. Libris 1435503                                                        | 1937                   | 100 000       |                                                                            |
| 128 | Salje, Sven Edvin (1955). Den söker icke sitt. Libris 1446856                                                            | 1953                   | 100 000       |                                                                            |
| 129 | Moen, Arve (1955). Kärlek som dödar. Libris 1443943                                                                      | Svensk originalupplaga | 70 000        | Norsk originaltitel: Døden er et kjærtegn (1948)                           |
| 130 | Beijer, Harald (1955). Kärvt blommar kärleken. Libris 1434417                                                            | 1950                   | 60 000        |                                                                            |
| 131 | Lo-Johansson, Ivar (1955). Zigenare : en sommar på det hemlösa folkets vandringsstigar med ett tillägg .... Libris 31137 | 1929                   | 55 000        | Utökad och delvis omarbetad upplaga                                        |
| 132 | Fridegård, Jan (1955). Porten kallas trång. Libris 1494795                                                               | 1952                   | 100 000       |                                                                            |
| 133 | Laxness, Halldór Kiljan (1955). Världens ljus. Libris 8073505                                                            | 1950                   | 80 000        | Isländska originaltitlar: Ljós heimsins (1937) ; Höll sumarlandsins (1938) |
| 134 | Ditlevsen, Tove (1955). Barndomens gata. Libris 8220957                                                                  | 1948                   | 65 000        | Dansk originaltitel: Barndommens gade (1943)                               |
| 135 | Vesaas, Tarjei (1955). De svarta hästarna. Libris 1468130                                                                | 1948                   | 65 000        | Norsk originaltitel: Dei svarte hestane (1928)                             |
| 136 | Sillanpää, Frans Eemil (1955). En mans väg : om förhållandena på Ahrola gård .... Libris 127245                          | 1933                   | 60 000        | Finsk originaltitel: Miehen tie (1932)                                     |
| 137 | Fogelström, Per Anders (1956). I kvinnoland. Libris 1219807                                                              | 1954                   | 90 000        |                                                                            |
| 138 | Moberg, Vilhelm (1956). Giv oss jorden. Libris 1202312                                                                   | 1939                   | 80 000        |                                                                            |
| 139 | Karl-Oskarsson, Otto (1956). Hel och ren. Libris 1987406                                                                 | 1953                   | 65 000        |                                                                            |
| 140 | Martinson, Moa (1956). Mor gifter sig. Libris 445725                                                                     | 1936                   | 65 000        |                                                                            |
| 141 | Fridell, Folke (1956). Greppet hårdnar. Libris 1950757                                                                   | 1948                   | 60 000        |                                                                            |
| 142 | Salje, Sven Edvin (1956). Du tysta källa. Libris 8428318                                                                 | 1946                   | 90 000        |                                                                            |
| 143 | Viksten, Albert (1956). Vindkantring. Libris 2934213                                                                     | 1953                   | 80 000        |                                                                            |
| 144 | Oljelund, Ivan (1956). Det hände på Kungsholmen. Libris 2254025                                                          | 1951                   |               |                                                                            |
| 145 | Elster, Torolf (1957). Provokatör. Libris 1803481                                                                        | 1943                   |               | Norsk originaltitel: Historien om Gottlob (1941)                           |
| 146 | Linderholm, Helmer (1957). Svedjefolket. Stockholm. Libris 1996387                                                       | 1951                   | 50 000        |                                                                            |
| 147 | Tengroth, Birgit (1957). Jungfruburen. Libris 2143405                                                                    | 1951                   |               | Noveller ur: Törst ; Den store Salomon                                     |
| 148 | Fridegård, Jan (1957). Här är min hand och Lars Hård går vidare. Libris 1554176                                          | 1942, 1951             |               |                                                                            |
| 149 | Larsen, Gunnar (1957). Två misstänkta. Libris 2021186                                                                    | 1934                   |               | Norsk originaltitel: To mistenkelige personer (1933)                       |
| 150 | Munthe, Gustaf (1957). Illerim och halvmånen. Stockholm. Libris 2050535                                                  | 1947                   |               |                                                                            |
| 151 | Browallius, Irja (1957). En fågel i handen. Libris 1593894                                                               | 1952                   |               |                                                                            |
| 152 | Nordh, Bernhard (1958). Mina fem söner. Libris 1431960                                                                   | 1956                   |               |                                                                            |
| 153 | Moberg, Vilhelm (1958). Rid i natt!. Libris 596880                                                                       | 1941                   |               |                                                                            |
| 154 | Sandemose, Aksel (1958). En sjöman går i land. Libris 2334289                                                            | 1935                   |               | Norsk originaltitel: En sjømann går iland (1931)                           |
| 155 | Hammenhög, Waldemar (1958). Svar med amatörfoto. Libris 1551404                                                          | 1941                   |               |                                                                            |
| 156 | Ahlstedt, Ivar (1958). Matchen. Libris 1226532                                                                           | 1945                   |               |                                                                            |
| 157 | Lundqvist, Eric (1958). Barah, son av Bogis. Libris 1169645                                                              | 1947                   |               |                                                                            |
| 158 | Sjögren, Peder (1958). Svarta palmkronor. Libris 1785599                                                                 | 1944                   |               |                                                                            |
| 159 | Evensmo, Sigurd (1958). Englandsfarare. Libris 1909385                                                                   | 1945                   |               | Norsk originaltitel: Englandsfarere (1945)                                 |
| 160 | Aabye, Karen (1958). Jupiter glömmer aldrig. Libris 701744                                                               | 1946                   |               | Dansk originaltitel: Jupiter glemmer aldrig (1945)                         |
| 161 | Salomonson, Kurt (1958). Grottorna. Libris 1566895                                                                       | 1956                   |               |                                                                            |
| 162 | Fridegård, Jan (1959). Lyktgubbarna. Libris 1555469                                                                      | 1955                   |               |                                                                            |
| 163 | Salje, Sven Edvin (1959). De flyendes eldar. Libris 1565540                                                              | 1955                   |               |                                                                            |
| 164 | Olsen, Maj (1958). Så likt kärlek. Libris 2056096                                                                        | 1955                   |               |                                                                            |
| 165 | Oljelund, Ivan (1959). Dans med stormen. Libris 446272                                                                   | 1954                   |               |                                                                            |
| 166 | Husáhr, Owe (1959). Tre hjältar. Libris 499617                                                                           | 1956                   |               |                                                                            |
| 167 | Nordh, Bernhard (1959). Ingen mans kvinna. Libris 1431947                                                                | 1952                   |               |                                                                            |
| 168 | Iseborg, Harry (1959). Bukett till Birgit. Libris 2056407                                                                | 1955                   |               |                                                                            |
| 169 | Fogelström, Per Anders (1959). Tack vare Iris. Libris 1928460                                                            | 1956                   |               |                                                                            |
| 170 | Nordkvist, Karl Rune (1959). Att vänta någon hem. Libris 2023856                                                         | 1950                   |               |                                                                            |
| 171 | Spong, Berit (1959). Spelet på Härnevi. Libris 2376737                                                                   | 1938                   |               |                                                                            |
| 172 | Scherfig, Hans (1959). Den försvunne ämbetsmannen. Libris 1518653                                                        | 1945                   |               | Dansk originaltitel: Den forsvundne fuldmægtig (1939)                      |
| 173 | Viksten, Albert (1959). Pälsjägarnas paradis. Libris 1702922                                                             | 1955                   |               | Utökad med novellen Drama kring en Puma                                    |
| 174 | Moberg, Vilhelm (1959). Brudarnas källa. Libris 445868                                                                   | 1946                   |               |                                                                            |
| 175 | Joenpelto, Eeva (1960). Bara Johannes. Libris 1232633                                                                    | 1954                   |               | Finsk originaltitel: Johannes vain (1952)                                  |
| 176 | Falkberget, Johan (1960). Bör Börson, miljonär : roman. Libris 1909447                                                   | Svensk originalupplaga |               | Norsk originaltitel: Den nye Bør Børson jr. (1927)                         |
| 177 | Vakant - ej utgiven |                        |               |                                                                            |
| 178 | Setterlind, Bo (1960). Pandoras ask : en roman om den hemska lusten att fylla tomrum. Libris 1189320                     | 1957                   |               |                                                                            |
| 179 | Nordh, Bernhard (1960). Leker farligt. Libris 1431956                                                                    | 1957                   |               |                                                                            |
| 180 | Sinclair, Upton (1960). Bilkungen. Libris 1665234                                                                        | 1938                   |               | Originaltitel: The flivver king (1937)                                     |
| 181 | Fridegård, Jan (1960). Flyttfåglarna. Libris 1221988                                                                     | 1956                   |               |                                                                            |
| 182 | Omre, Arthur (1960). Harmoni. Libris 1905602                                                                             | Svensk originalupplaga |               | Originaltitel: Mot harmoni (1939)                                          |
| 183 | Lindström, Aksel (1960). Vilddjuret. Libris 1190073                                                                      | 1949                   |               |                                                                            |
| 184 | Wahlén, Ingvar (1960). Morfar. Libris 1683159                                                                            | 1950                   |               |                                                                            |
| 185 | Kirst, Hans Hellmut (1960). Korpral Asch gör revolt. Libris 1778762                                                      | 1954                   |               | Tysk originaltitel: Null-acht fünfzehn (1954)                              |
| 186 | Nordh, Bernhard (1960). Röd himmel. Libris 1432947                                                                       | 1959                   |               |                                                                            |
| 187 | Salomonson, Kurt (1960). Mannen utanför. Libris 448941                                                                   | 1958                   |               |                                                                            |
| 188 | Hedberg, Lisa (1960). Långt till horisonten. Libris 1895400                                                              | Originalupplaga        |               |                                                                            |